# Стеен Сехер
Стеен Сехер (дан. Steen Secher, 9 квітня 1959) — данський яхтсмен.
Олімпійський чемпіон 1992 року в класі Солінґ, бронзовий призер 1988 року в класі Солінґ.